# Modularer E-Antriebs-Baukasten

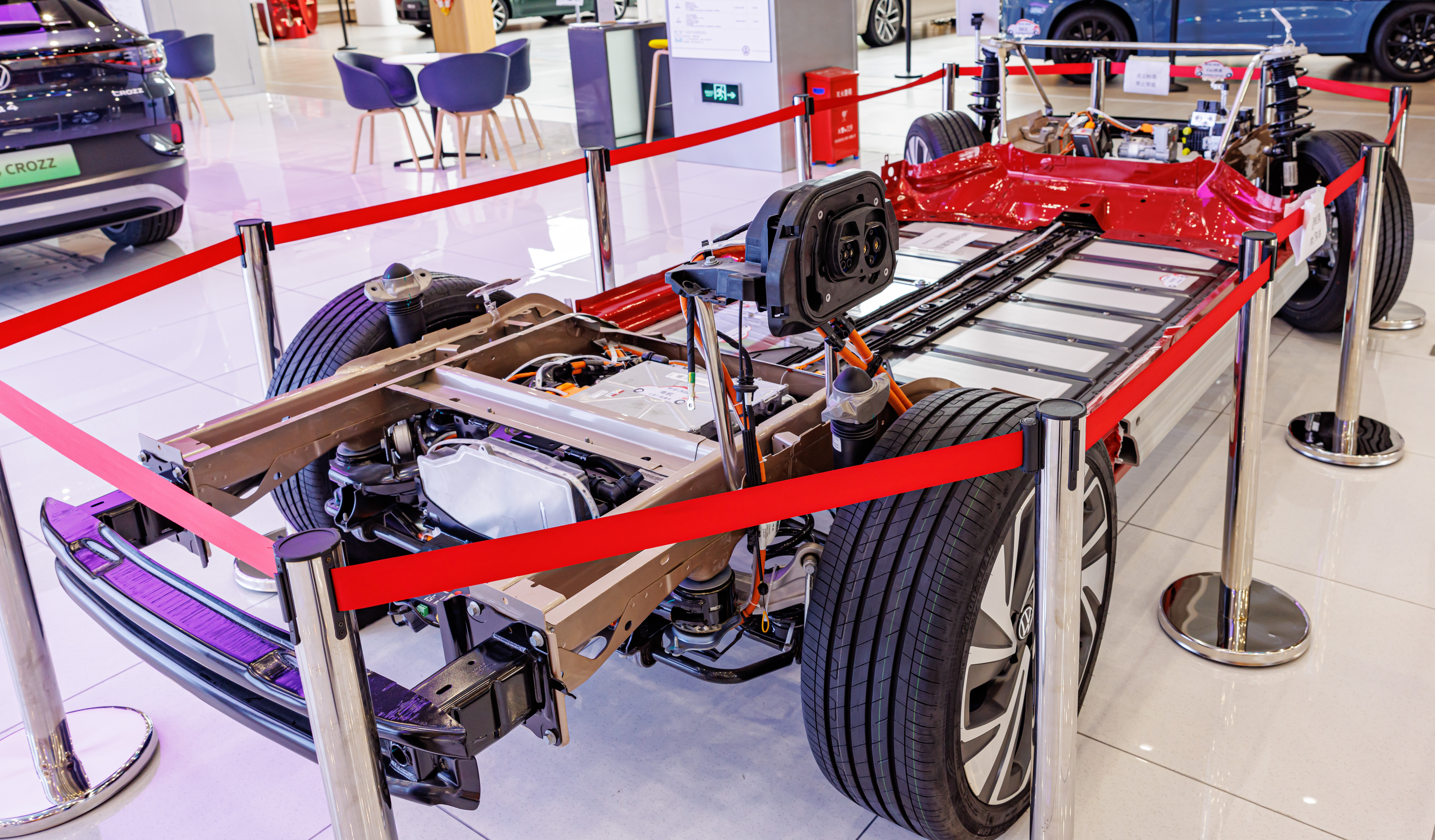
Ausgestelltes MEB-Fahrgestell

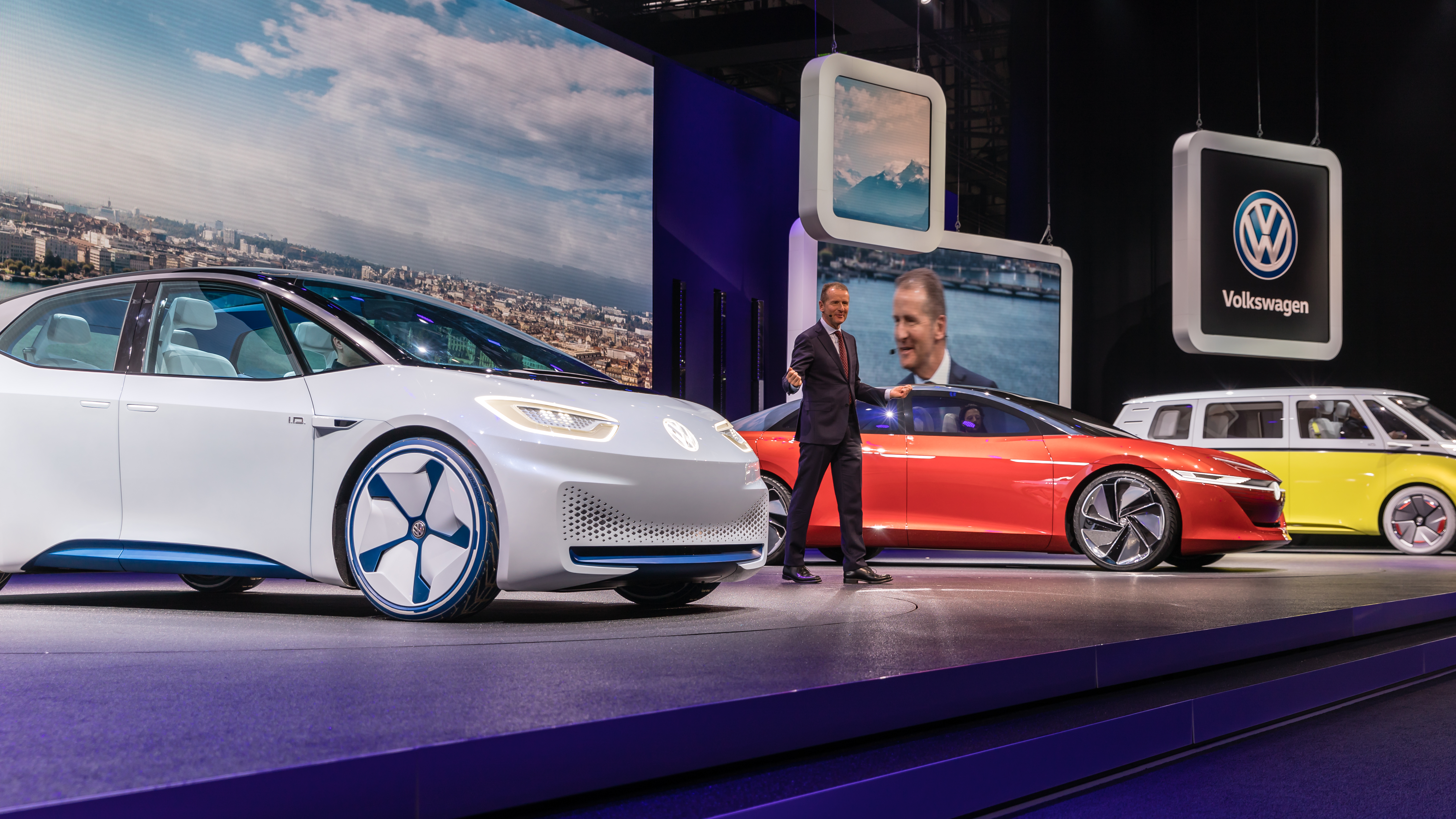
Volkswagen-Chef Herbert Diess präsentiert einige MEB-Konzeptfahrzeuge aus der ID.-Familie in Genf 2018

Der Modulare E-Antriebs-Baukasten (früher auch Modularer Elektrifizierungsbaukasten, kurz MEB, manchmal auch Modularer Elektrobaukasten genannt) ist ein Baukastensystem für Elektroautos, das bei der Volkswagen AG seit 2015 entwickelt worden ist.
Volkswagen bezeichnet mit MEB seine Umsetzung des „Skateboard-Konzepts“, bei dem die Antriebsbatterie in einem stabilen Rahmen zwischen den Achsen im Wagenboden platziert wird und die E-Motoren und die Leistungselektronik an der Vorder- und/oder Hinterachse. Wie bei anderen Plattformen für Automobile können darauf äußerlich unterschiedliche Karosserien aufgebaut werden.

## Zweck und Ausrichtung
Der MEB wurde als Nachfolger des bei VW für Fahrzeuge mit Verbrennungsmotoren eingesetzten Modularen Querbaukastens (MQB) entwickelt, mit dem VW das Ziel verfolgte, die Effizienz und Flexibilität beim Fahrzeugbau zu verbessern. Mit dem MEB soll dasselbe erreicht werden und dabei soll den besonderen Anforderungen der Elektromobilität Rechnung getragen werden. Dies soll die Produktionskosten minimieren, um Elektroautos für den Massenmarkt herstellen zu können. Der MEB soll den MQB ergänzen, nicht ablösen.
Wichtig beim MEB sind seine Modularität und Skalierbarkeit: Der MEB ist geeignet zum Bau von Fahrzeugen unterschiedlicher Klassen, vom Kleinwagen bis hin zum SUV und Van. So ermöglicht es der MEB beispielsweise, die Antriebsbatterie eines Fahrzeugs mit unterschiedlich vielen Batteriemodulen auszustatten. Dadurch können vom selben Fahrzeugtyp leichtere und damit auch effizientere Ausführungen, zugleich aber auch Versionen mit größeren Reichweiten angeboten werden. Da die Scalable Systems Plattform sich verzögerte, begann man eine unabhängige Platform zu entwickeln, die China Scalable Platform (CSP).

## Einsatzgebiete
Der MEB ist ausschließlich für den Bau von reinen Elektroautos vorgesehen. Die MQB-Plattform ist diesbezüglich nicht festgelegt.
Anfang 2019 wurde berichtet, dass VW den MEB auch Wettbewerbern anbietet und damit seine Technik als Industriestandard für Elektroautos etablieren möchte.

### China
Mit der Gründung der Volkswagen China Technology Company (VCTC) im November 2023 wurde der MEB die Basis für die Entwicklung einer lokalen CMP (China Main Plattform). Daraus entwickelte Komponenten, genannt CEA (China Electronic Architecture) sollen in die MEB reintegriert werden. Die ersten Modelle sollen ab 2026 auf den Markt kommen. Die Elektroauto-Modelle für Indien werden auf der chinesischen Entwicklung basieren. Volkswagen bezeichnet die erweiterte Architektur als „MEB+“.

## Merkmale

### Allgemeines
Alle Elektroautos von Volkswagen (VW), die bis zum Jahr 2016 konzipiert wurden (e-Golf, e-up!), basierten auf vorhandenen Plattformen für Fahrzeuge mit Verbrennungsmotoren. Demgegenüber haben jüngere Elektroautos des VW-Konzerns auf Basis des MEB, wie die ID.-Familie, die folgenden Merkmale:
- Der Radstand von Fahrzeugen auf MEB-Basis ist größer und die Überhänge sind kürzer.
- Die Antriebsbatterie ist flach und im Boden zwischen der Vorder- und Hinterachse eingebaut.
- Dies führt zu einem niedrigeren Schwerpunkt, einer ausgewogeneren Gewichtsverteilung und somit besserer Straßenlage.
- Die Sitzposition der Fahrzeuginsassen ist etwas erhöht.
- Das Platzangebot im Innenraum ist etwas größer, weil herkömmliche Bauteile wie Verbrennungsmotor, Schaltgetriebe, Kardantunnel, Kraftstofftank und Auspuffanlage entfallen.
- Die Antriebs-Elektromotoren sitzen direkt an den angetriebenen Achsen, was Platz spart und den Schwerpunkt weiter senkt.
- Der MEB ist Internet- und Update-fähig.

### Fahrzeugelektronik
Bei den MEB-Fahrzeugen wird erstmalig das bei VW in Entwicklung befindliche Betriebssystem „vw.OS“ mit End-to-End-Elektronikarchitektur, kurz „E3“, in der Variante 1.1 eingesetzt. Damit können neue Mobilitätsdienste und Assistenzsysteme verbaut werden.
Mit der „E3“-Architektur wird die Vielzahl der bisher nötigen Steuergeräte in der Fahrzeugelektronik in einer zentralen Rechnerebene zusammengefasst. Damit soll eine deutliche Steigerung der Rechenleistung einhergehen, die nötig ist, um das Automatisierte Fahren (Level 3 und 4) zu ermöglichen.

### Batterie- und Ladetechnik
Die MEB-Batterietechnik hat folgende Merkmale:
- Das Fahrzeug kann mit Gleichstrom (DC) oder mit Wechselstrom (AC) geladen werden. Welche DC-Ladeleistung fahrzeugseitig maximal möglich ist und wie viele Phasen beim AC-Laden fahrzeugseitig genutzt werden können, hängt (Stand 2019) von der konkreten Ausstattungsvariante des Fahrzeugs ab.[18][19]
  - Die Antriebsbatterie ist schnellladefähig: Mit Gleichstrom sind derzeit 22 bis zu 125 kW via CCS möglich.
  - Mit Wechselstrom kann (via Typ-2-Standard) pro Phase mit maximal 16 A geladen werden. Einphasig ist somit (bei in Europa üblicher Netzspannung) eine maximale Ladeleistung von 3,7 kW (mit geeigneter Wallbox und Ladekabel auch 32 A einphasig möglich, was knapp 7,4 kW entspricht), und dreiphasig 11 kW möglich.[20]
- Die Antriebsbatterie besteht aus mehreren Batteriemodulen (für den ID.3 bis zu zwölf Module). In jedem Modul sind mehrere (derzeit 24) Lithium-Ionen-Akkumulatorzellen gekapselt. Als Bauformen kommen Pouch- oder prismatische Zellen, aber keine zylindrischen Zellen zum Einsatz. Es werden NMC-Akkumulatoren verwendet, wobei das Verhältnis von Nickel, Mangan und Cobalt derzeit sechs zu zwei zu zwei beträgt, es handelt sich also um NMC-622-Akkuzellen. Die Zellen werden von LG Chem und Samsung zugeliefert. Die maximale Spannung des Batteriesystems beträgt 408 V. Das 12-Volt-Gleichspannungs-Bordnetz wird über einen Gleichspannungswandler aus der Antriebsbatterie gespeist.
- Das Batteriegehäuse sowie dessen Auffahrschutz bestehen aus Aluminium. Im Gehäuse ist ein Crashrahmen integriert, der insbesondere die Batterie, aber auch das gesamte Fahrzeug bei einem Unfall schützt.
- Die Batterie hat ein Thermomanagementsystem zur Kühlung der Akkuzellen; wahlweise ist hierfür auch eine Wärmepumpe erhältlich, die den Gesamtwirkungsgrad und somit die Reichweite steigern soll. Zudem ist ein Batteriemanagementsystem integriert.
- Der Energiefluss zwischen Batterie und Elektromotor wird von einer Leistungselektronik verwaltet. Sie fungiert einerseits als Wechselrichter, um die Gleichspannung der Batterie in Wechselspannung für den Antriebsmotor umzuwandeln. Andererseits arbeitet sie als Gleichrichter, um beim Rekuperieren die vom Motor im Schubbetrieb generierte Wechselspannung wieder in Gleichspannung rückzuwandeln und so die Batterie aufzuladen; dadurch kann ein Teil der Bewegungsenergie rückgewonnen werden.
- Das Batteriesystem für den ID.3 wurde in Braunschweig entwickelt und wird dort auch gefertigt.[15]
- Bis Ende 2021 soll Fahrzeug-seitig Plug&Charge unterstützt werden. An Plug&Charge-fähigen Ladestationen können Ladevorgänge dann durch simples Einstecken des Ladekabels vollautomatisch autorisiert und abgerechnet werden, ohne z. B. eine App oder RFID-Ladekarte eines Fahrstromanbieters zu benötigen.[21]
- Ab 2022 sollen Fahrzeuge auf MEB-Basis bidirektionales Laden unterstützen. Die Fahrzeuge können dann nicht nur aus dem Stromnetz oder der eigenen Photovoltaikanlage geladen werden, sondern bei Bedarf auch elektrische Energie über eine bidirektionale Ladestation ins Netz einspeisen. Damit lassen sich Konzepte wie beispielsweise Vehicle to Grid, Vehicle to Home oder eine Notstromversorgung des Hauses aus der Antriebsbatterie realisieren. Das kann für den Fahrzeugbesitzer auch finanziell lukrativ sein, weil er am Primärregelleistungsmarkt zur Netzstabilisierung teilnehmen oder den Eigenverbrauch von Photovoltaik-Strom steigern kann.[22][21]

#### Verwendete Materialien
Das komplette Antriebsbatteriesystem in der 62-kWh-brutto-Ausführung hat eine Gesamtmasse von 400 kg. Die verwendeten Materialien teilen sich wie folgt auf:
| Material   | Masse  | Relativer Anteil |
| ---------- | ------ | ---------------- |
| Aluminium  | 126 kg | 31,5 %           |
| Graphit    | 071 kg | 17,8 %           |
| Nickel     | 041 kg | 10,3 %           |
| Elektrolyt | 037 kg | 09,3 %           |
| Kupfer     | 022 kg | 05,5 %           |
| Kunststoff | 021 kg | 05,3 %           |
| Mangan     | 012 kg | 03,0 %           |
| Cobalt     | 009 kg | 02,3 %           |
| Elektronik | 009 kg | 02,3 %           |
| Lithium    | 008 kg | 02,0 %           |
| Stahl      | 003 kg | 00,8 %           |
| Rest       | 041 kg | 10,3 %           |
| Summe      | 400 kg |                  |

## Fahrzeuge

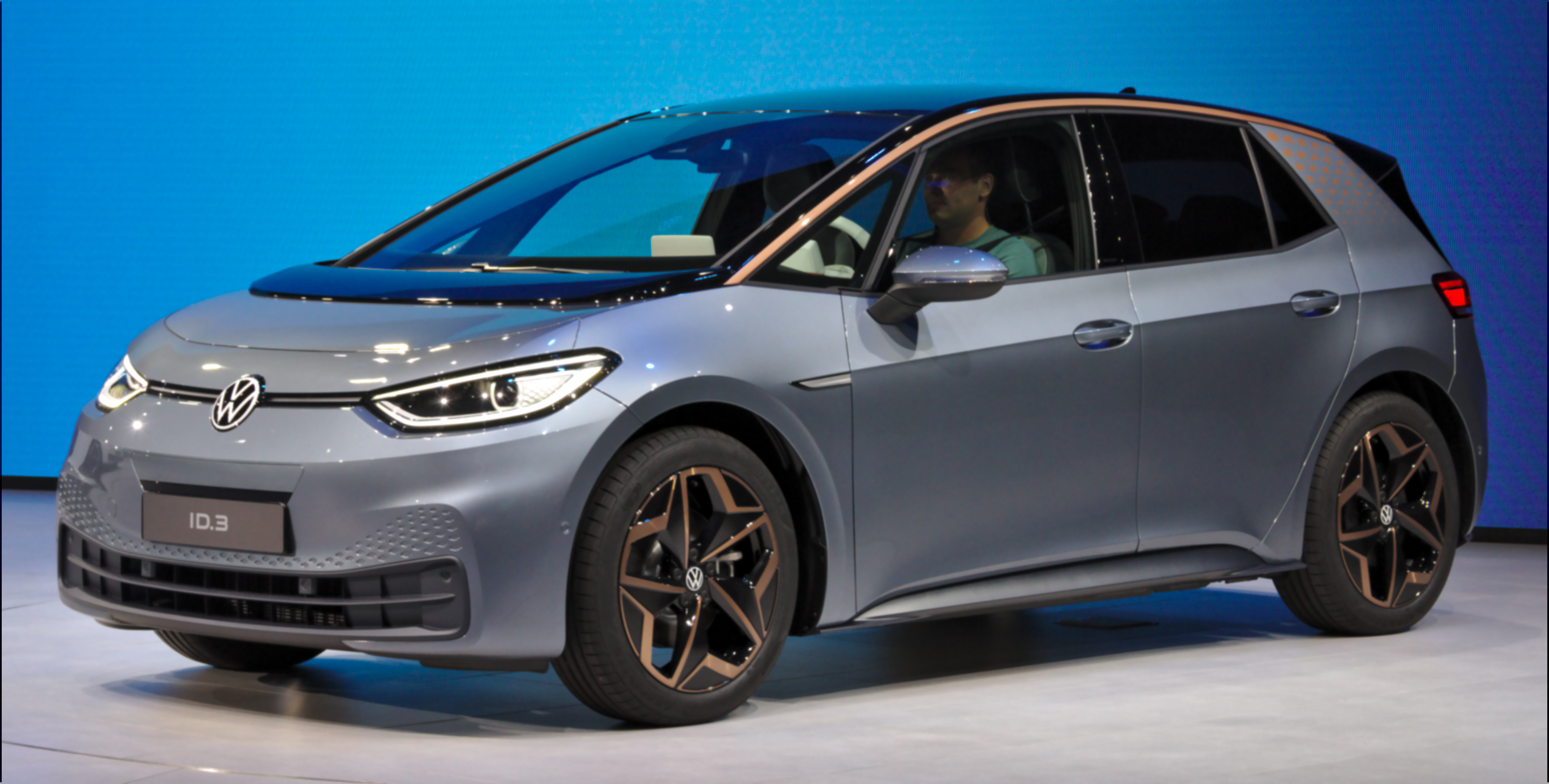
VW ID.3, erstes Serienfahrzeug mit dem MEB

VW setzt die MEB-Plattform für Fahrzeuge verschiedener Konzernmarken ein, bietet sie aber auch anderen Herstellern für deren Fahrzeuge an. Im Sommer 2019 wurden Kooperationen mit Ford und mit dem Kleinserienhersteller Next.e.GO Mobile SE vereinbart; im Mai 2022 auch mit Mahindra.

### Audi
- Audi Q4 e-tron (seit 2021)[26]

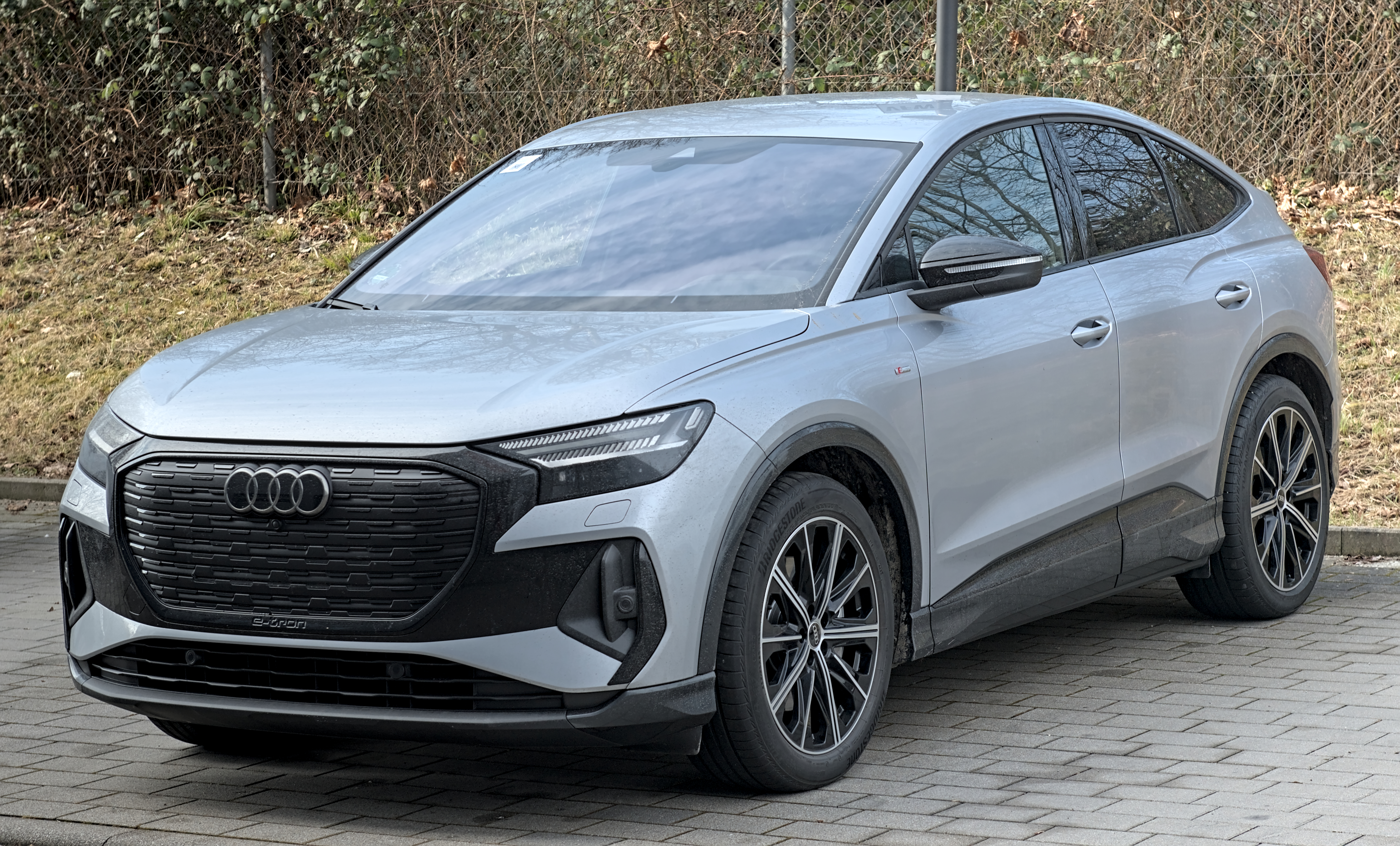
Audi Q4 Sportback e-tron

- Audi Q4 Sportback e-tron (seit 2021)[27]
- Audi Q5 e-tron (seit 2022, ausschließlich für China)[28]

### Cupra
- Cupra Born (seit 2021)[29]
- Cupra Tavascan (seit 2023)[30]
- Cupra Urban Rebel (Konzeptfahrzeug, Serienversion ab 2025 geplant[31])

### Ford

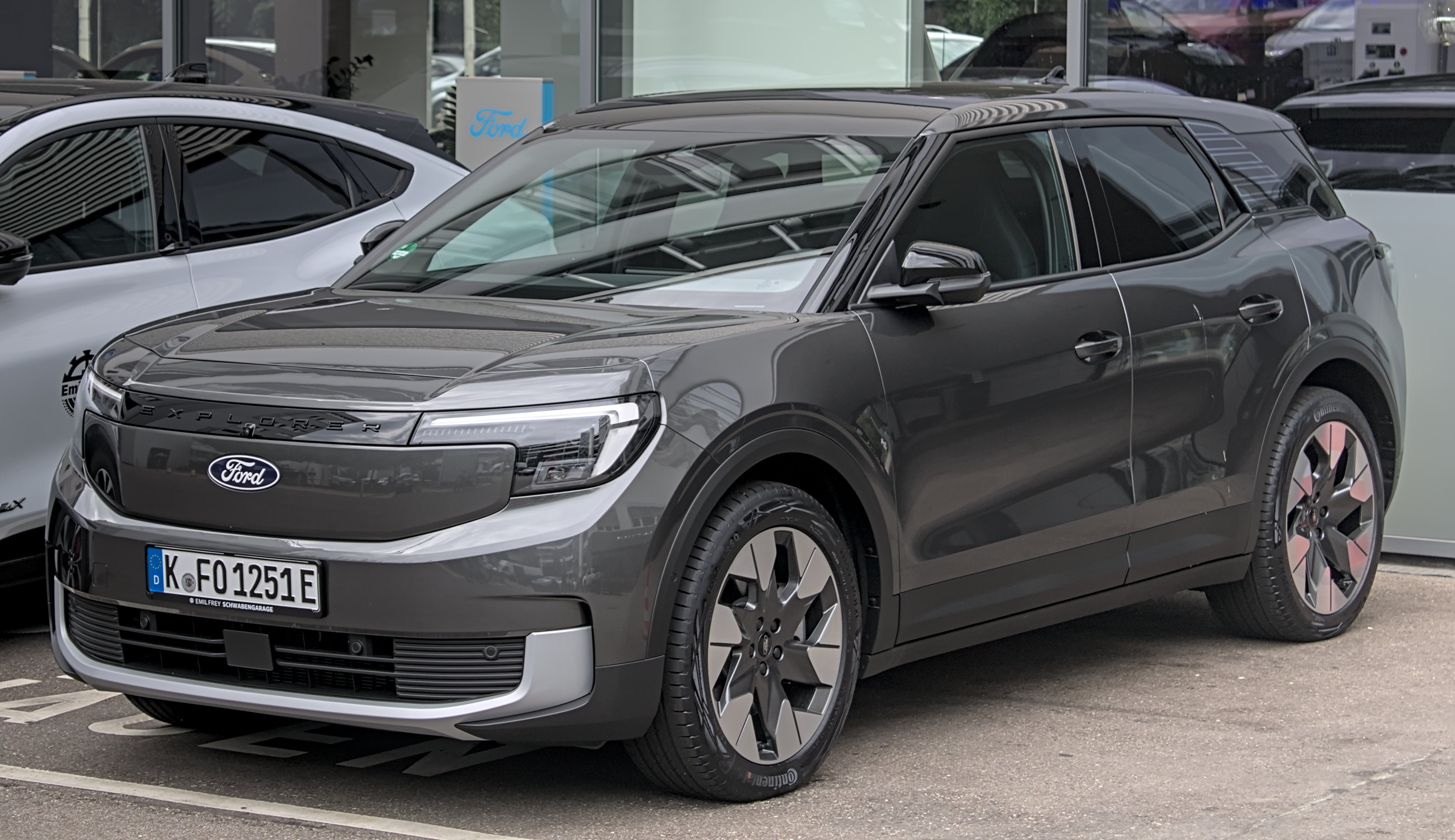
Ford Explorer

- Ford Explorer (erstes Fahrzeug aus der Kooperation mit Volkswagen, seit 2024)
- Ford Capri (Coupé-Variante des Explorer, seit 2024)

### Škoda
- Škoda Elroq (seit 2025)[32]
- Škoda Enyaq (seit 2020)[33]
- Škoda Enyaq Coupé (seit 2022)
- Škoda Epiq (Konzeptfahrzeug 2024)

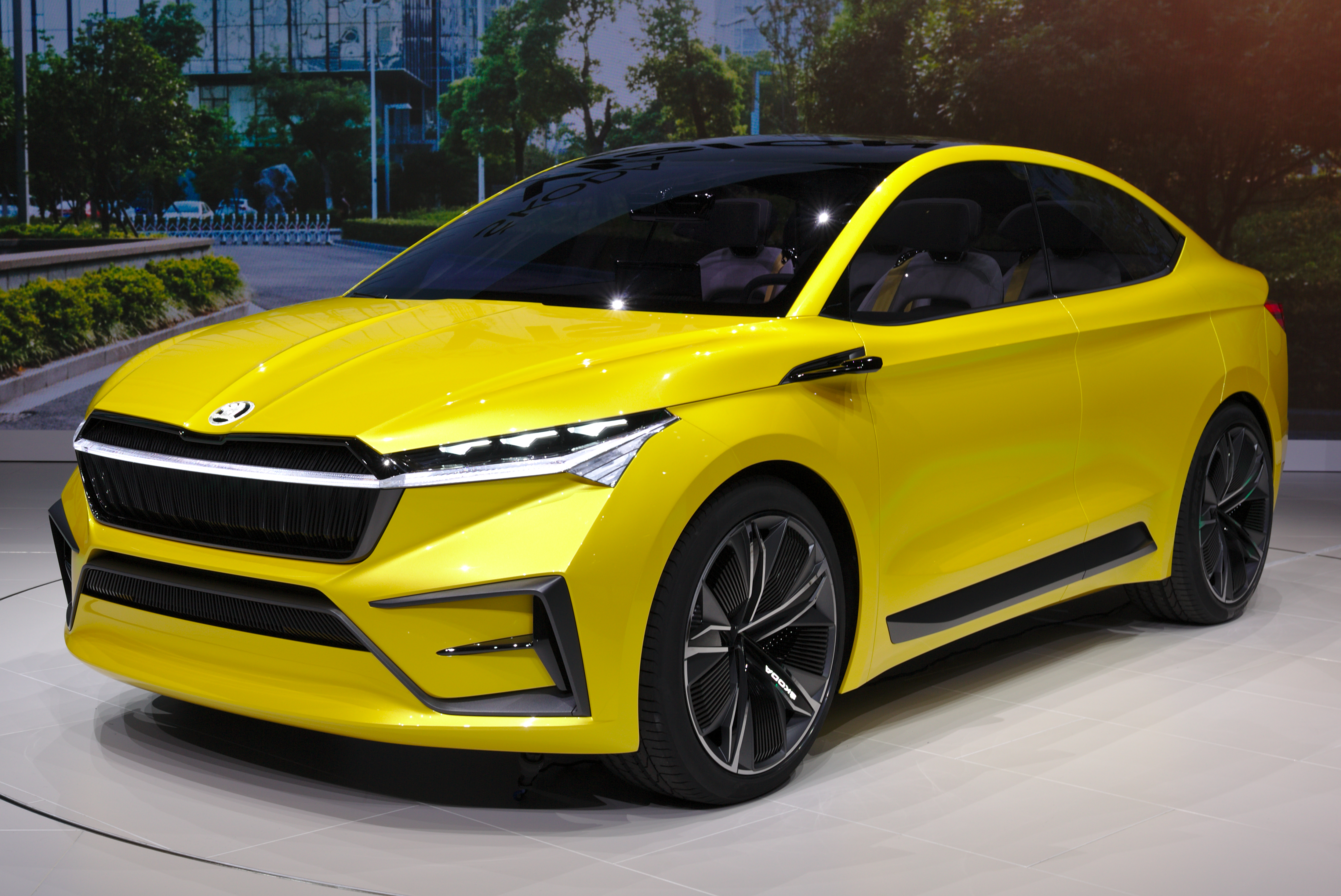
Škoda Vision iV (Konzeptfahrzeug)

- Škoda Vision E und Škoda Vision iV (Konzeptfahrzeuge 2017, 2019)

### Volkswagen

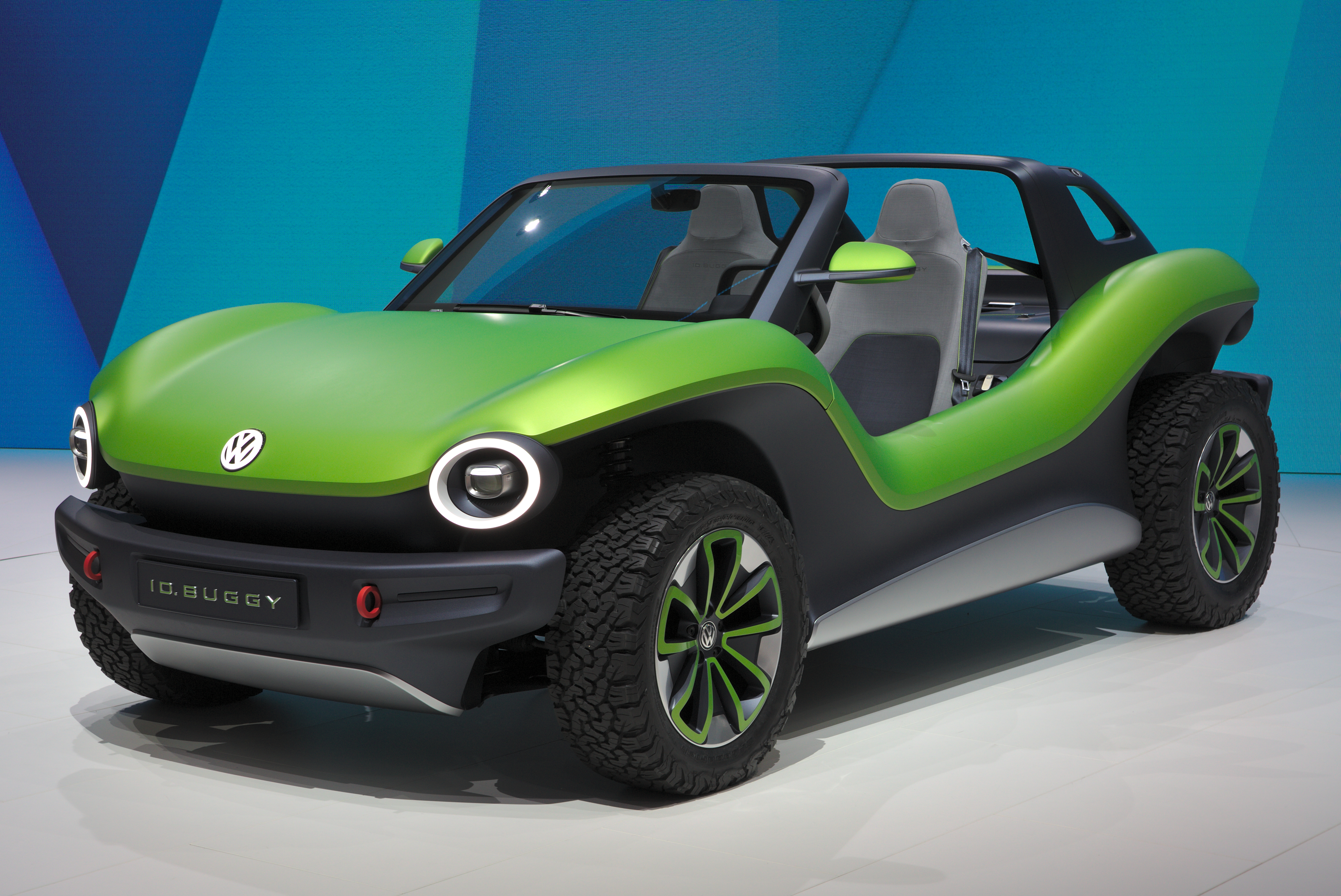
VW ID. Buggy (Konzeptfahrzeug)

- VW ID.1 (Kleinwagen, geplant nicht vor 2026, basiert auf der abgespeckten Plattform „MEB Entry“)[34][35]
- VW ID.2all (Konzeptfahrzeug, Serienfahrzeug wird voraussichtlich 2025 präsentiert[36], basierend auf der „MEB Entry“-Plattform)
- VW ID.3 (seit 2019)
- VW ID.4 (basierend auf dem Konzeptfahrzeug ID. Crozz, ähnlich Tiguan, seit 2021[37])
- VW ID.5 (Coupé-Variante des ID.4, wird seit Mai 2022 ausgeliefert)
- VW ID.6 (basierend auf dem Konzeptfahrzeug ID. Roomzz), in China seit Mitte 2021 erhältlich.[38]
- VW ID.7 (vormaliger Studien-Name ID. Vizzion, ähnlich Passat Stufenheck, seit 2023)[39]
- VW ID.7 Tourer (vormaliger Studien-Name ID. Space Vizzion, ähnlich Passat Variant, seit 2024)[39]
- VW ID. Buzz (seit 2022)
- VW ID. Buggy (wird nicht in Serie gehen[40])
- VW ID. Unyx 06 (seit 2024)[41]

## Weitere Baukästen und Plattformen des VW-Konzerns
- Modulare Querbaukasten (MQB) – Plattformkonzept mit quer eingebautem Antriebsstrang der Volkswagen AG.
- Modularer Längsbaukasten (MLB) – Plattformkonzept für längs eingebauten Antriebsstrang der Volkswagen AG.
- Modulare Standardantriebsbaukasten (MSB) – Plattformkonzept für Fahrzeuge mit Allrad- oder Hinterradantrieb.
- Premium Platform Electric (PPE) – Plattformkonzept für das „Premium“-Segment von Elektrofahrzeugen der Volkswagen AG.
- Premium Platform Combustion (PPC) – Plattformkonzept für das „Premium“-Segment von Verbrennerfahrzeugen der Volkswagen AG.
- Scalable Systems Plattform (SSP) – soll als konzernweite Mechatronik-Plattform die Plattformen MQB, MLB, MSB sowie insbesondere MEB und PPE ablösen. Auf der SSP basierende reine Elektrofahrzeuge sollen ab 2026 produziert werden.[42][43]